# Leptis Magna
Leptis Magna (latinski za "Veliki Leptis", arapski: لَبْدَة, Lebida ili Lebda) poznat i kao Lectis Magna ili Lepcis Magna, te Lpqy i Neapolis, je bio veliki i važan grad Rimskog Carstva na afričkoj obali Sredozemlja. Njegovi ostaci se nalaze u mjestu Al Khums, oko 130 km istočno od Tripolija (Libija). Upisan je 1982. godine UNESCO-ov popis mjesta svjetske baštine u Africi zbog najbolje sačuvanih rimskih spomenika na Sredozemlju. Leptis Magna je upisana i na popis ugroženih mjesta svjetske baštine zbog Libijskog građanskog rata, prisutstva naoružanih skupina, već načinjene i mogućih budućih oštećenja lokaliteta

## Povijest
Grad su najvjerojatnije osnovali Feničani kao svoju koloniju oko 1100. pr. Kr. i dali su joj libijsko-berbersko ime Lpqy. Grad je počeo napredovati u vrijeme kada je Kartaga postala najjačom silom na Sredozemlju u 4. stoljeću pr. Kr. Lpqy je ostao pod vlašću Kartage sve do konca Trećeg punskog rata 146. pr. Kr. kada postaje dio Rimske Republike. Grad je zapravo još od 200. pr. Kr. uživao veliki stupanj autonomije, što je i zadržao tijekom rimske vlasti sve do cara Tiberija koji je grad i njegovu okolicu uklopio u rimsku provinciju Afriku.
Ubrzo je postao jedan od vodećih gradova provincije i glavno trgovačko središte, sada već poznat kao Leptis Magna. Glavna roba kojom se trgovalo u Leptis Magni bile su egzotične životinje poput lavova i slonova koje je nezasitno potraživao Rim za svoje igre. Tijekom sukoba Pompeja i Cezara, grad je stao na stranu Pompeja. Nakon što je Cezar pobijedio, grad je morao platiti danak u obliku 100,000 litara maslinovog ulja.
Svoj vrhunac grad je doživio 193. godine kada je Septimije Sever, koji je rođen u Leptis Magni, postao rimskim carem. Car je volio svoj rodni grad i dodijelio mu je titulu jus italicum (što je i bilo pravedno jer su još od Trajana u gradu velikom većinom živjeli smao rimski građani), što ga je oslobađalo mnogih dadžbina. Car je bio i pokrovitelj mnogih novih građevina i ukrasa grada čime je Leptis Magna postala treći grad po važnosti u Africi, noseći se s Kartagom i Aleksandrijom. Car je 205. godine sa svojom obitelji posjetio grad i bio je više nego velikodušno primljen.
Dioklecijan ga je učinio glavnim gradom provincije, ali polovicom 3. stoljeća grad su počeli ugrožavati pljačkaški prepadi pustinjskih nomada, a grad je počeo propadati nakon što je trgovina naglo opala. Do polovice 4. stoljeća broj stanovnika je bio skoro prepolovljen. Leptis Magna je za cara Teodozija I. doživjela mali preporod i postao je sjedištem biskupije, ali je zajedno s ostalim gradovima Tripolitanije pala pod vlast Vandala 439. godine. Vandalski kralj Gajzerik naredio je rušenje gradskih zidina kako ne bi mogli poslužiti u eventualnoj pobuni protiv vandalske vlasti. To je olakšalo Berberima da 523. godine izvrše strašan pljačkaški pohod od kojega se grad nikada nije oporavio.
Justinijanov general Belizar je osvojio grad 534. godine kada je uništio Vandalsko kraljevstvo. Leptis Magna je postao dux limitis (provincijska prijestolnica) Bizantskog Carstva, ali nikada nije vratila stari sjaj. Kao odmazdu za pljačkanja, rimske vlasti su u gradu 543. godine javno smaknuli berberske poglavice. Do arapskog osvajanja Tripolitanije 650-ih, grad su napustili svi osim bizantskog vojnog odreda. Od tada ga je pustinja polako zatrpavala pijeskom.
Iskapanja grada su otpočela 1911./12. godinu, pod talijanskom upravom, no do danas iskopano je tek oko 5% grada. Oni spomenici koji su otkopani su ubrzo počeli propadati zbog vrućih i suhih pustinjskih vjetrova, te postoji struja koja zagovara da se grad prestane iskopavati.
Tijekom aktualnog Rata u Libiji, Leptis Magna s obližnjim gradovima je u rukama pobunjenika i generalna direktorica UNESCO-a, Irina Bokova, je pozvala obje strane da poštuju hašku Konvenciju o zaštiti kulturne baštine iz 1954. godine.

## Znamenitosti
Unutar velikih ruševina grada nalazi se izvanredno sačuvan Slavoluk Septimija Severa, rimske terme, stari i novi forum, tržnice, skladišta i sjajno kazalište. Na drugoj strani rijeke Lebde, preko doline, nalazi se i obnovljeni amfiteatar i mjesto gdje je bio hipodrom. Kao cjelina, Leptis Magna je najbolje sačuvani rimski grad općenito.
Iako je izgrađen za vladavine Augusta i Tiberija, Septimije Sever ga je u potpunosti preoblikovao i ukrasio novim građevinama neoklasicističkog rimskog stila. Njegov forum, bazilika i slavoluk se smatraju najnaprednijim primjercima rimske umjetnosti, na koje su uvelike utjecali afrička i istočnjačka tradicija. Skulpture s bazilike, koje su pronađene na licu mjesta, kao i one sa slavoluka, a koje su danas u muzeju u Tripoliju, su inovativne forme oštrih bridova volumena, kako bi bile vidljivije na oštrom afričkom sucu.
Drevna gradska luka, s vještačkim bazenom površine 102,000 m², još uvijek ima pristaništa, vezove, utvrde, skladištne prostore i hramove. Otopočeta još za cara Nerona, a dovršena za Septimija Severa, ona je primjer najrazvijenije rimske tehnologije sa svojim ustavama i kanalima koji su regulirali rijeku Lebdu kako ne bi prebrzo istjecala u Sredozemno more i zatrpala muljem luku.
Tržnica sadrži votivni luk, kolonadu i trgovine, i jedan je od najbolje sačuvanih dijelova grada.
- Severov forum
- Glave na arkadama oko foruma
- Kapiteli bazilike
- Amfiteatar
- Votivni luk na tržnici

## Vanjske poveznice
- Stranica arheologa koji istražuju lokalitet (engl.)
- Fotografije Leptis Magne